# Olivier Busquet
Olivier Busquet (New York, 22 augustus 1981) is een Amerikaans professioneel pokerspeler, afstammend van twee Franse ouders. Hij won onder meer het $3.300 No Limit Hold'em - Championship Event van de World Poker Tour Borgata Poker Open 2009 (goed voor een hoofdprijs van $925.514,-) en was verliezend finalist in het €25.000 No Limit Hold'em - High Roller Event van de European Poker Tour Grand Final 2010 in Monte Carlo (goed voor €597.000,-).
Busquet verdiende tot en met juli 2015 meer dan $6.800.000,- in (live-)pokertoernooien (cashgames niet meegerekend).

## Wapenfeiten
Busquet leerde op zijn zesde schaken van zijn vader en liep daarin verschillende toernooien af. Op de middelbare school ging zijn interesse naar meer atletische sporten, maar vooral ook naar wiskunde. Met de intentie daarin een diploma te halen, bezocht Busquet de Cornell University, die hij niettemin verliet met een afgeronde opleiding filosofie. Daarna ging hij op Wall Street werken, eerst als beurshandelaar en vervolgens voor een hedgefonds in Connecticut.
Busquet kwam bij een vriend thuis in aanraking met poker en raakte er zo in geïnteresseerd dat hij het op internet ging spelen. Daar werkte hij zich op tot de hoogst aangeboden limieten. Hij merkte dat vooral één-tegen-één (heads up) en minitoernooitjes (sit & go) hem liggen. Op de World Series of Poker 2008 speelde hij zich daar voor het eerst in het prijzengeld. Hij werd 42e in het $2.000 No Limit Hold'em-toernooi en 244e in het Main Event, samen goed voor iets meer dan $38.000,-. In juli 2008 werd hij vervolgens derde in het $3.000 No Limit Hold'em-toernooi van de Bellagio Cup IV in Las Vegas, goed voor ruim $50.000,- prijzengeld.
Busquet haalde voor het eerst prijzengeld op de World Poker Tour (WPT) door het $3.300 No Limit Hold'em - Championship Event van de Borgata Poker Open in september 2009 direct te winnen. Vervolgens scoorde hij ook op verschillende andere WPT-pokertoernooien en ook meermaals op de World Series of Poker 2009 (voor ruim $75.000,-) en die van 2010 (ruim $15.000,-). In januari nam hij voor het eerst prijzengeld mee van de European Poker Tour, op twee toernooien in drie weken tijd (samen goed voor ruim $35.000,-).